# Ouiatenon

Ouiatenon est un terme amérindien qui désigne le territoire de la tribu des Wea dans le langage miami-illinois qui est une langue algonquienne centrale parlée au centre et au nord-est de l'Oklahoma par les Peoria et en Indiana par les Miami et les Wea. 
Ce territoire s'étendait depuis la rivière Ohio au sud, le long de son  affluent, la rivière Wabash et le propre affluent de cette dernière, la rivière Tippecanoe, jusqu'au sud des Grands Lacs.
À l'époque de la Nouvelle-France, les explorateurs français et les trappeurs et coureurs des bois canadiens-français arpentaient cette région à la recherche de fourrure et de peau de castors. Ils construisirent un fort qu'ils nommèrent Le fort Ouiatenon. Ce fort fut édifié sur le territoire de la tribu des Wea, peuple amérindien apparenté à la tribu des Miamis qui avait deux de ses principales communautés non loin du fort à Lafayette et Terre Haute. 
En 1760, les Français laissent leur fort aux Anglais, mais les Wea, alliés des Français n'acceptent pas la domination britannique. Les Anglais font face à un soulèvement des Amérindiens contre eux. La Rébellion de Pontiac s'étend dans les tribus amérindiennes. Les Wea se révoltent également.
En 1791, Henry Knox, Secrétaire à la Guerre des États-Unis demanda à George Washington et au gouverneur du Kentucky, Charles Scott d'engager une expédition punitive contre les Wea. En juin de la même année les forces américaines écrasent la tribu Wea et détruisent le village de Ouiatenon. Les hommes sont presque tous tués et les femmes et leurs enfants sont emmenés comme prisonnier. C'est la fin du territoire Ouiatenon.